# 趙載熙
趙載熙（？年—？年），改名正熙，字汝諧，號月珊，行二，四川省宜賓縣人，郡廩貢生，道光庚子、咸豐壬子房薦，同治元年任四川鄰水縣教諭加二級，貤封承德郎、翰林院庶吉士加二級。